# Dolomiti Superski
Il Dolomiti Superski è il maggiore comprensorio sciistico d'Italia, nato nel 1974 ed esteso su un'area di circa 3.000 km² del Triveneto (Alto Adige, Trentino e Bellunese), comprendente gran parte delle piste da sci invernali delle Dolomiti, per un totale di 1.246 km di piste suddivise in 12 diverse zone sciistiche. Di questi 500 km sono collegati "sci ai piedi".

## Descrizione aree

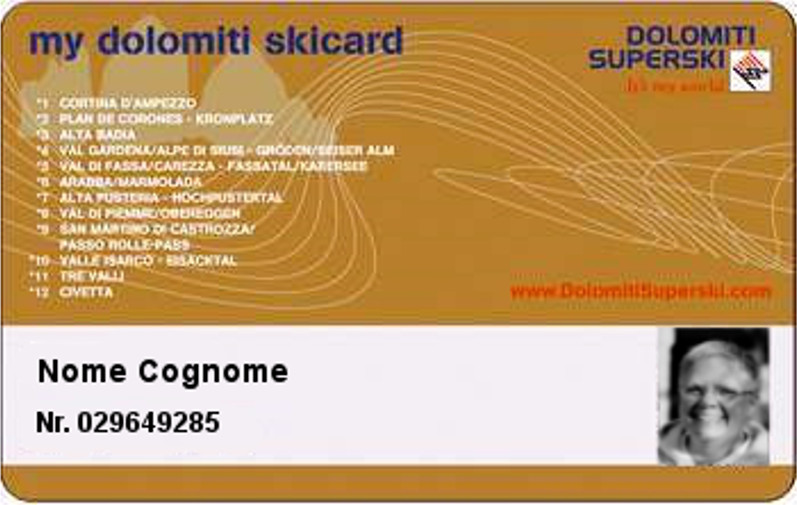
Esempio di skipass RFID utilizzato nel comprensorio sciistico

Offre 450 impianti di risalita e 1.246 chilometri di piste, di cui circa la metà direttamente collegati tra di loro, e tutti usufruibili con un unico skipass. A questo si aggiungono 1160 chilometri di piste (il 97%) predisposte per l'innevamento programmato, dove la sciabilità è garantita da dicembre fino ad aprile anche senza precipitazioni nevose. Il comprensorio è composto da 12 aree sciistiche:
1. Cortina d'Ampezzo
2. Plan de Corones
3. Alta Badia
4. Val Gardena - Alpe di Siusi
5. Val di Fassa - Carezza
6. Arabba - Marmolada
7. Tre Cime, dal 1975
8. Val di Fiemme - Obereggen, dal 1976
9. San Martino di Castrozza - Passo Rolle, dal 1976
10. Rio Pusteria - Bressanone, dal 1979
11. Alpe Lusia - San Pellegrino, dal 1984
12. Civetta, dal 1993

Le aree tra di loro collegate sono Alta Badia, Val Gardena, Val di Fassa (eccetto Carezza), Arabba e Marmolada.

### Sellaronda
Il Sellaronda (detto anche Giro dei quattro passi) è uno skitour delle Dolomiti. Si articola sui passi dolomitici Sella, Pordoi, Campolongo, Gardena, nonché le 4 valli Fassa, Gardena, Badia e quella di Livinallongo. È percorribile nei due sensi: orario (giro arancione) e antiorario (giro verde).

### Giro della Grande Guerra
Questo skitour comprende luoghi più importanti della prima guerra mondiale. Il giro della Grande Guerra è lungo in tutto un centinaio di chilometri e attraversa le province di Belluno e di Bolzano. il percorso attraversa Selva di Cadore, una parte della comune di Alleghe, una parte del comune di Livinallongo del Col di Lana, ed infine alcune piste del comprensorio di Corvara in Badia. Esso è percorribile in gran parte con gli sci ai piedi ma in alcuni tratti bisogna servirsi dello skibus. Il percorso prevede anche che lo sciatore salga sulla Marmolada con le tre funivie. Alla stazione di arrivo del secondo tratto della funivia è possibile visitare un museo dedicato al conflitto.

### Skitour delle leggende ladine
Lo Skitour delle leggende ladine parte da San Vigilio per arrivare a Plan de Corones passando per alcune valli ladine molto caratteristiche che ricordano le numerose fiabe locali.

### Skitour tra parchi naturali
Questo skitour si trova in Alta Badia e deve il suo nome al fatto che il tour passa tra il parco naturale Puez-Odle e il parco naturale Fanes - Sennes e Braies. Si parte da Colfosco verso la Valle Stella Alpina per poi dirigersi verso Corvara e scendere a La Villa. Da qui si raggiunge Gardenazza e in seguito Pedraces fino al santuario di Santa Croce.

### Skitour dei Campionati mondiali 70
Si parte da Ortisei per arrivare al Seceda si scende a Santa Cristina Valgardena. Per attraversare il paese è stato costruito il trenino Gardena Ronda Express. Si sale al Ciampinoi, si scende a Selva lungo la pista Tre, si sale al Passo Gardena. Si ridiscende a Selva di Val Gardena sulla pista Cir, quindi si torna sul Ciampinoi per affrontare la mitica Saslong. Si riprende il trenino per il Col Raiser e Seceda e si torna lungo una delle piste più lunghe e più belle delle Dolomiti chiamata La longia a Ortisei.

### Skitour delle streghe
Skitour che si snoda sull'Alpe di Siusi nella zona che le leggende popolari vogliono abitata da streghe.

### Skitour Panorama
Lo Skitour Panorama è il giro sciistico attorno alla Val di Fassa. Si trova tra il Col Rodella e il Belvedere (a monte di Campitello e Canazei), la conca del Ciampac ad Alba di Canazei, il Buffaure sopra Pozza di Fassa e prendendo uno skibus anche la skiarea Catinaccio - Ciampedié a Vigo di Fassa.

### Skitour Marmolada
La Marmolada è la cima più alta delle Dolomiti con i suoi 3342 m. Si raggiunge con gli sci partendo da Arabba passando per Porta Vescovo e da Malga Ciapela o direttamente da qui. La cima del ghiacciaio la si raggiunge con una moderna e veloce funivia a tre tronchi, recentemente rimodernata.

## Piste da sci

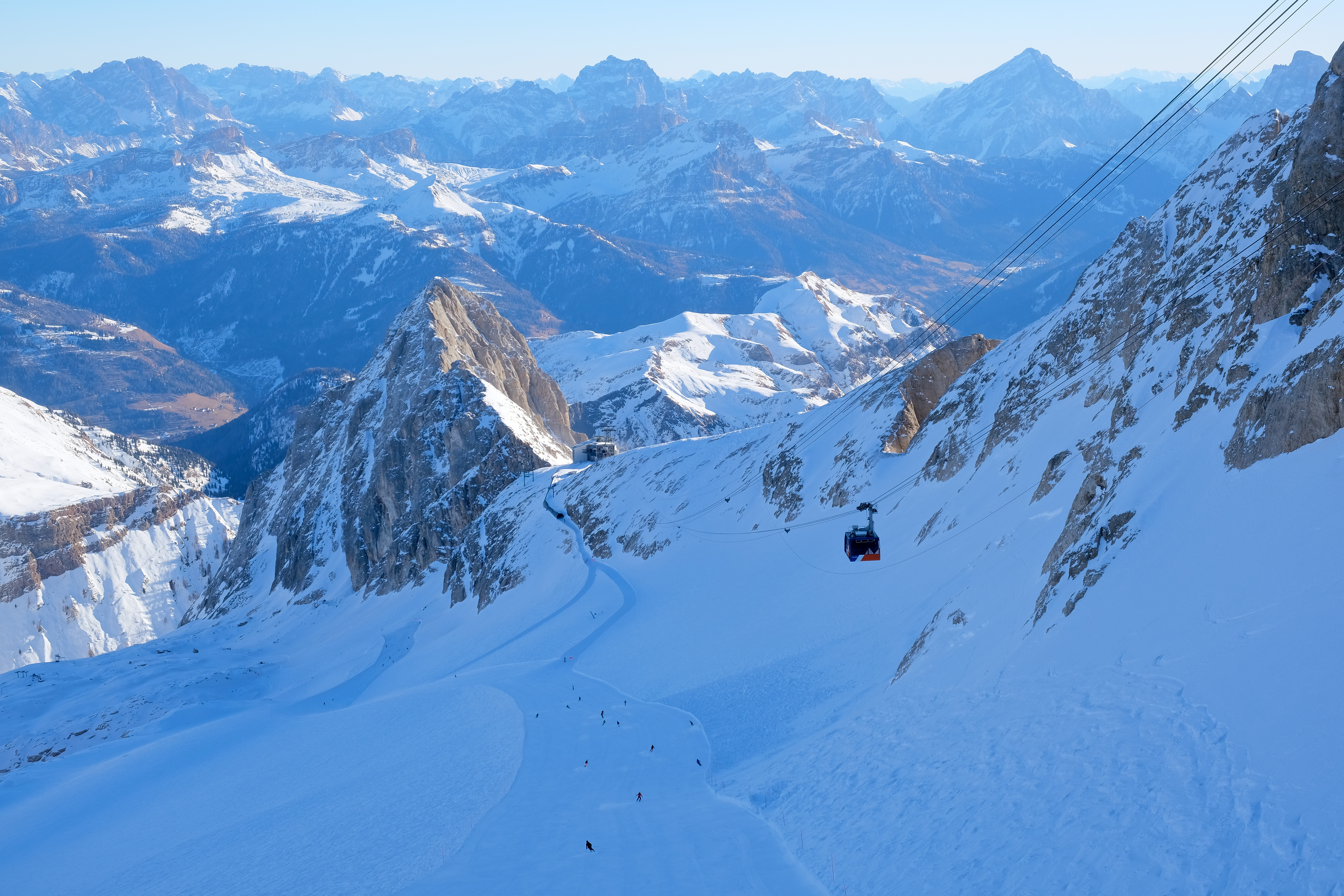
La Bellunese

- Saslong (Val Gardena - Santa Cristina), ospita le gare di discesa libera e super G di Coppa del Mondo maschile.
- Cir (Val Gardena - Selva), pista utilizzata per la discesa libera femminile dei mondiali del '70.
- Gran Risa (Alta Badia - La Villa), ospita le gare di slalom gigante di Coppa del Mondo maschile.
- La Bellunese (Marmolada), la pista della Marmolada, scende dai 3300 m di Punta Rocca fino ai 1400 di Malga Ciapela.
- Le piste di Porta Vescovo (Arabba), tra le più conosciute troviamo la Fodoma, la Sourasass, la Ornella e la Salere.
- Vallon + Boè (Alta Badia - Corvara)  lunga più di 5 km, copre un dislivello di quasi 1000 m. Nera nella parte iniziale si trasforma in rossa all'arrivo della cabinovia Boè, per poi continuare fino a Corvara.
- Sylvester & Hernegg (Plan de Corones - Brunico) piste molto lunghe (quasi 5 km) scendono dalla cima del panettone di Plan de Corones fino all'abitato di Brunico. Dislivello 1300 m.
- Erta & Piculin (Plan de Corones - San Vigilio di Marebbe) La Erta ospita annualmente la Coppa del Mondo di slalom gigante femminile, la Piculin si trova sul versante opposto; entrambe classificate nere, solo per sciatori esperti.
- Olimpia (Val di Fiemme/Obereggen - Alpe Cermis) suddivisa in tre tratti, 1° e 2° difficili, il 3º classificato come "rossa". Si sviluppa per 7 km coprendo un dislivello di quasi 1400 metri.
- Trametsch (Rio Pusteria/Bressanone - Plose).
- Aloch (Val di Fassa - Pozza di Fassa), si effettuano competizioni di Coppa Europa di slalom speciale.
- Tognola Uno (San Martino di Castrozza).
- La Volata (Passo San Pellegrino).
- Piavac (Alpe Lusia).
- Lagazuoi ed Armentarola (Passo di Falzarego - Alta Badia) piste di media difficoltà.
- Salere (Civetta - Val Fiorentina).

## Galleria d'immagini

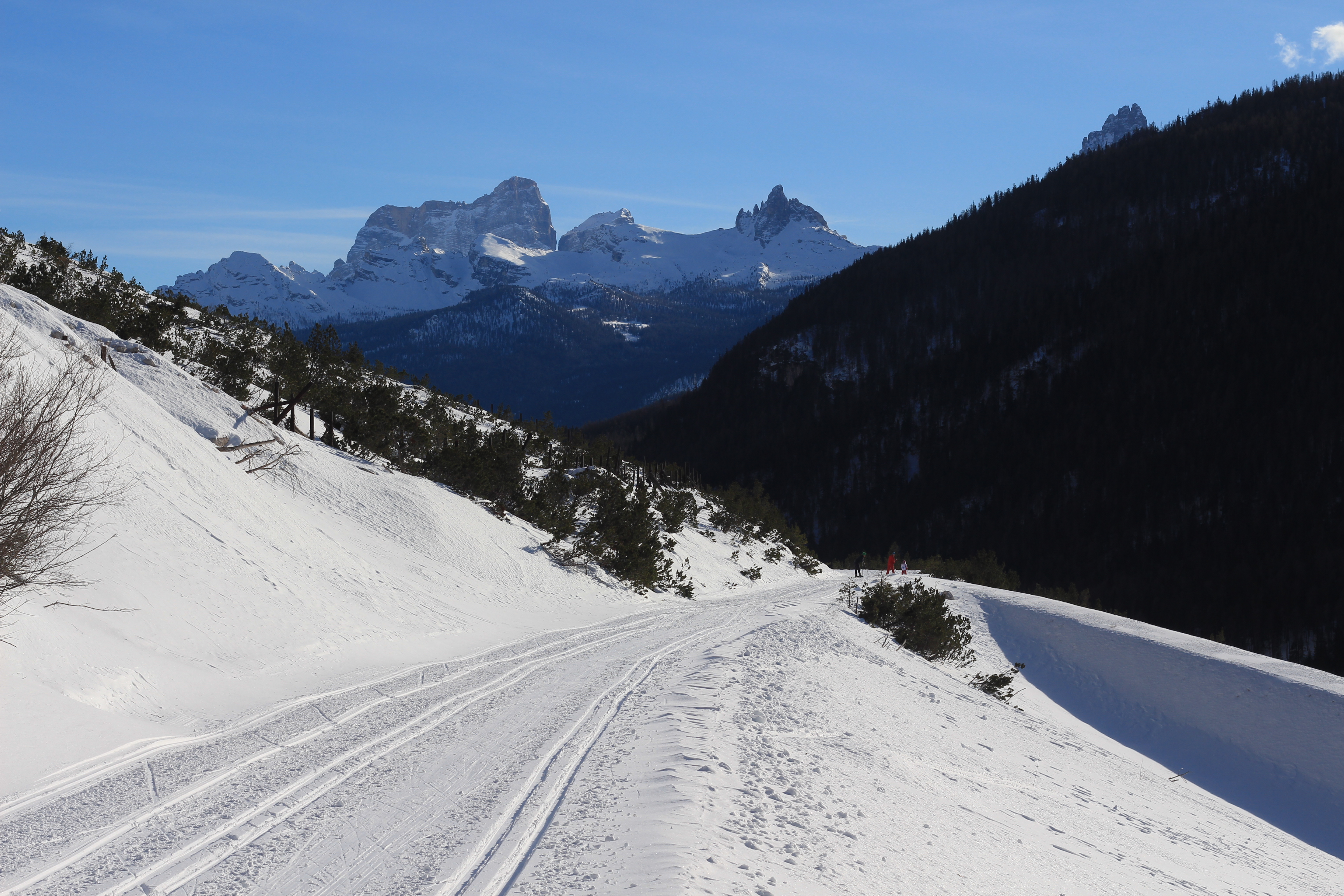
Piste a Cortina d'Ampezzo
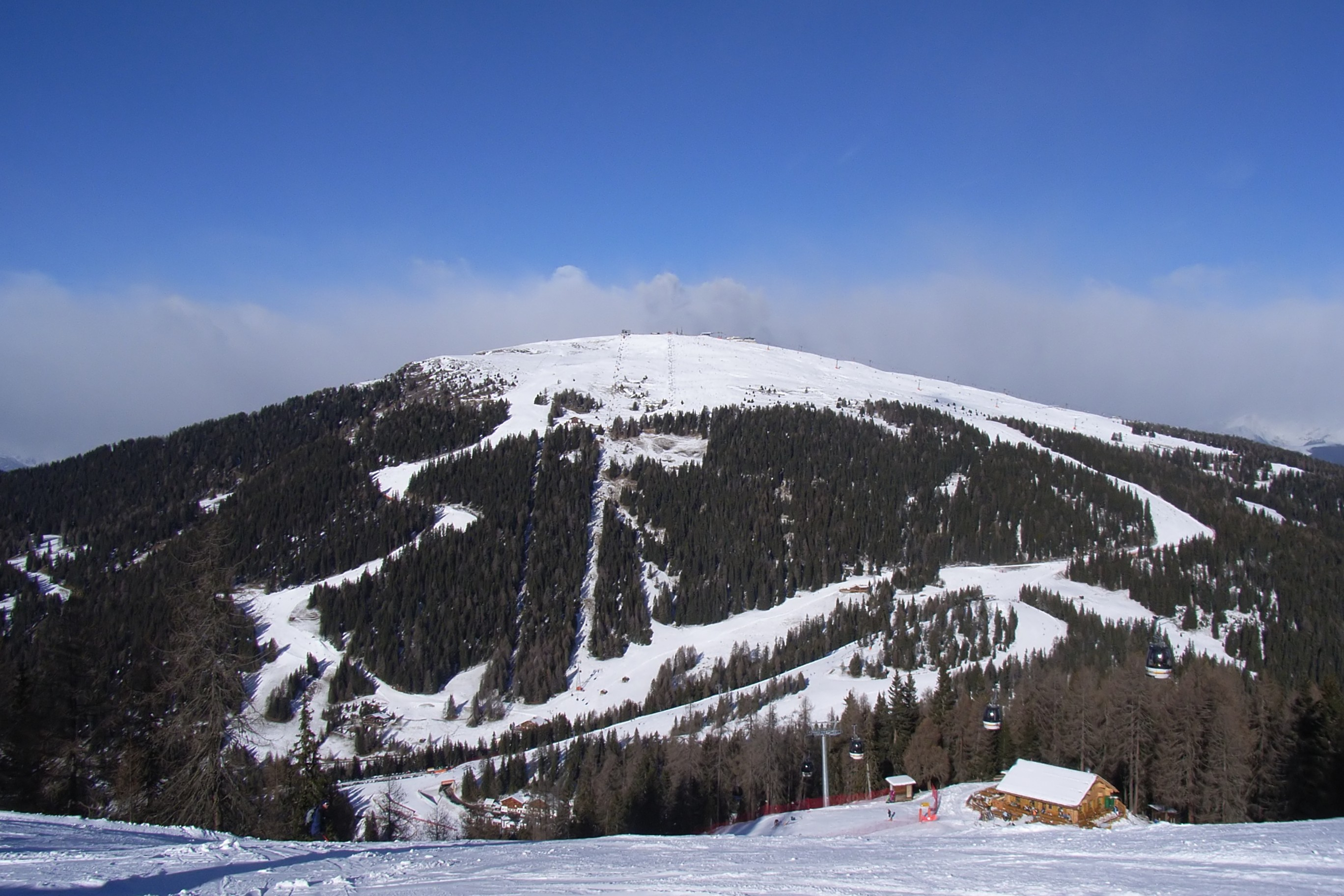
Plan de Corones
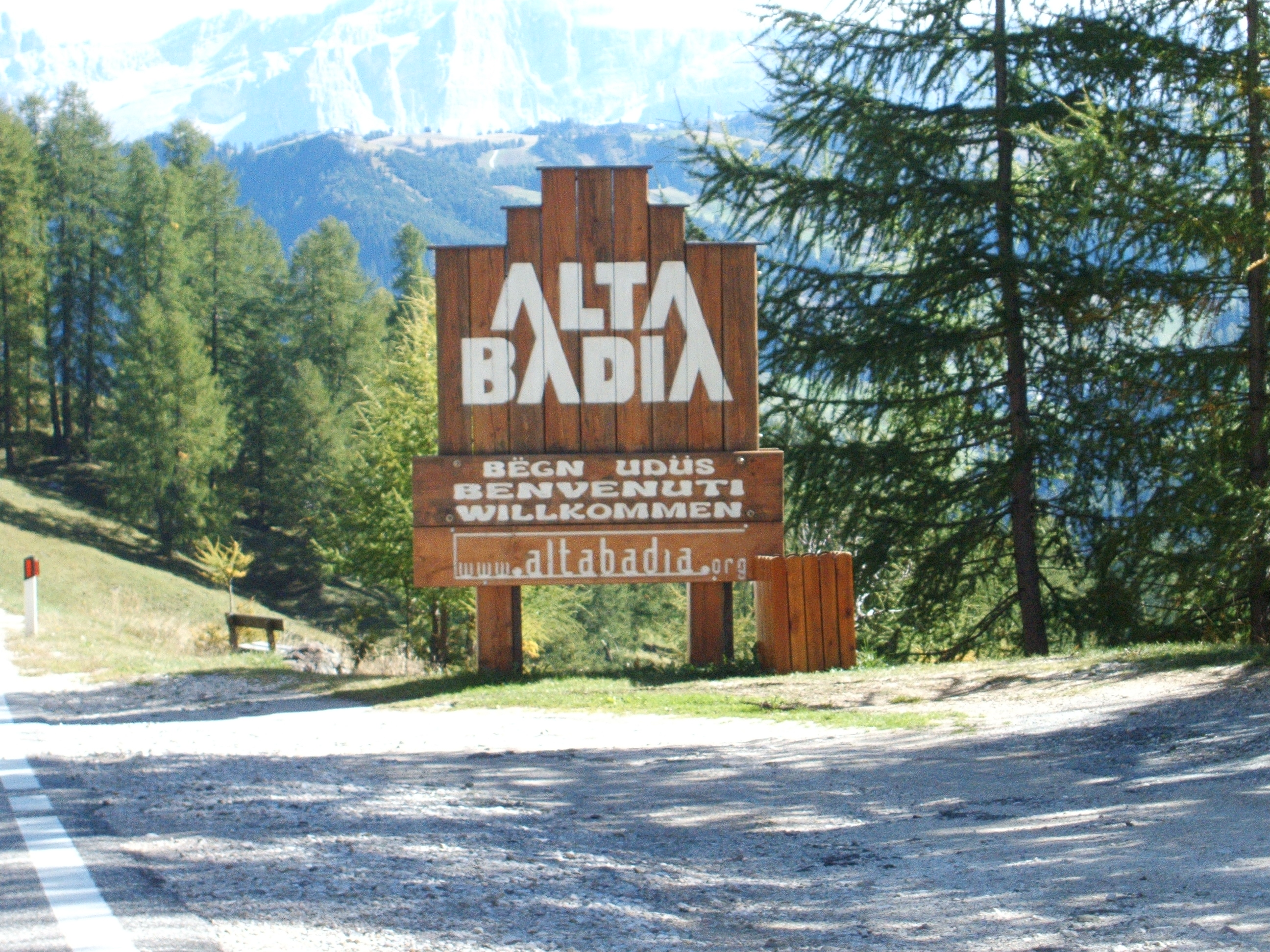
Cartello Alta Badia
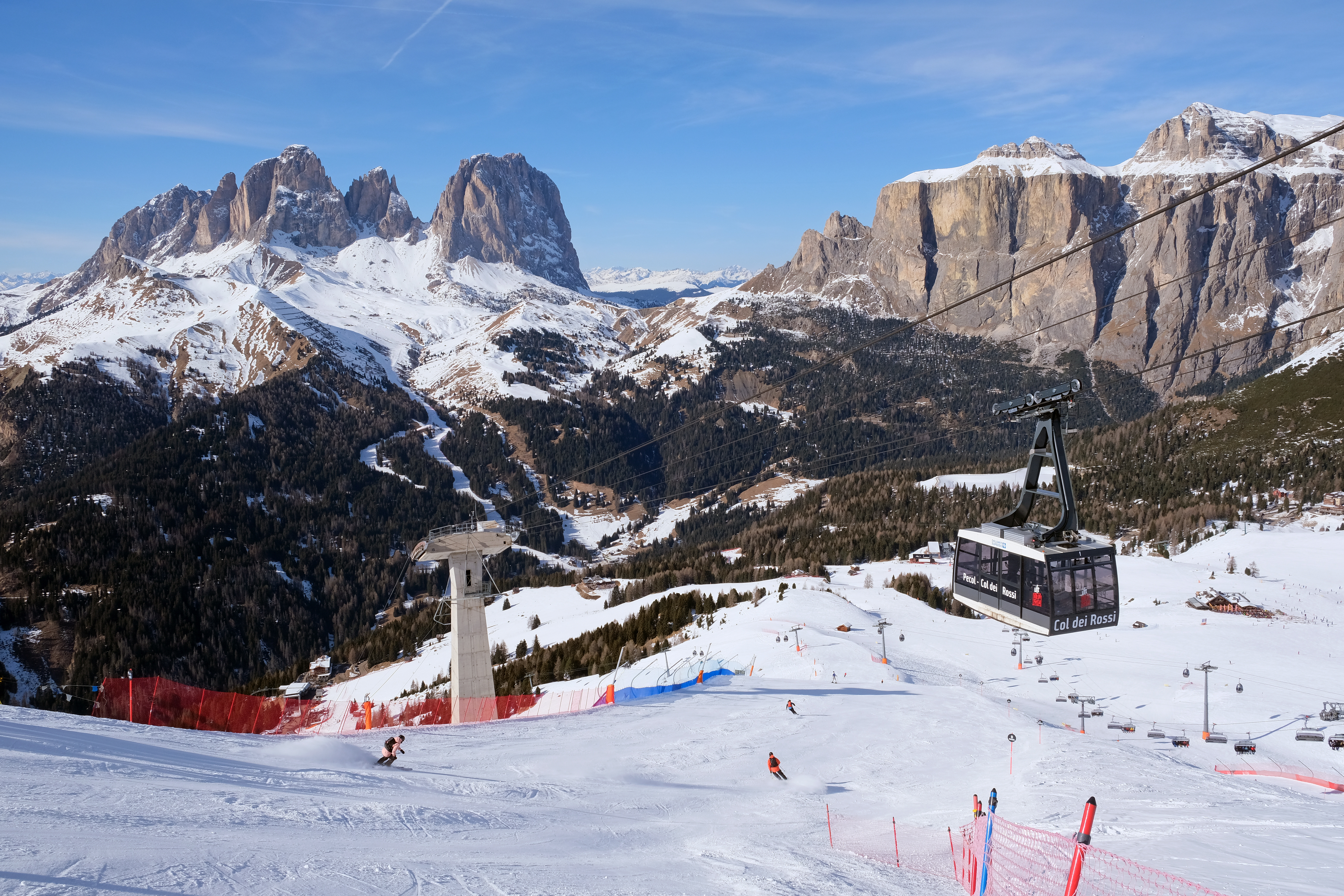
Val di Fassa
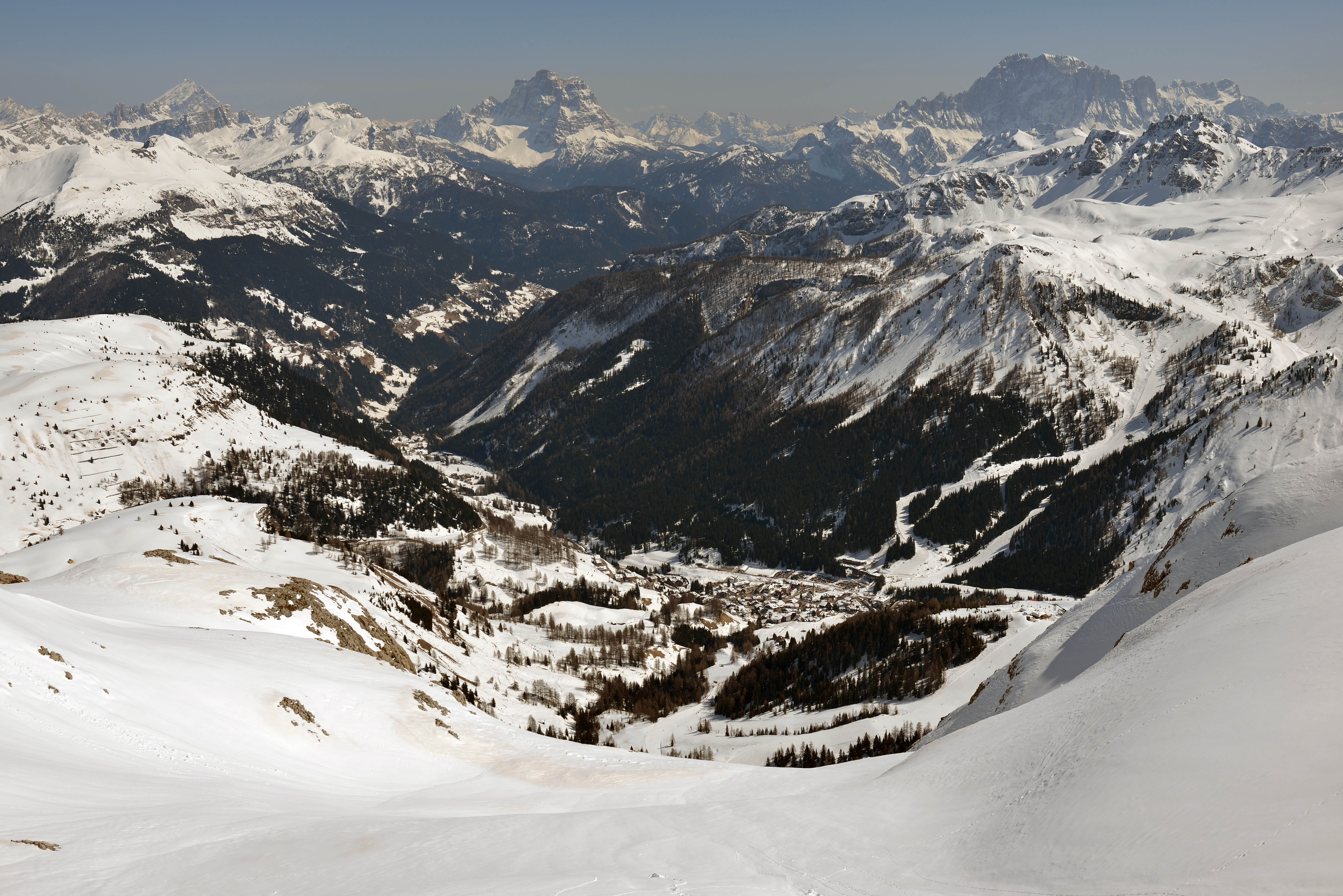
Arabba
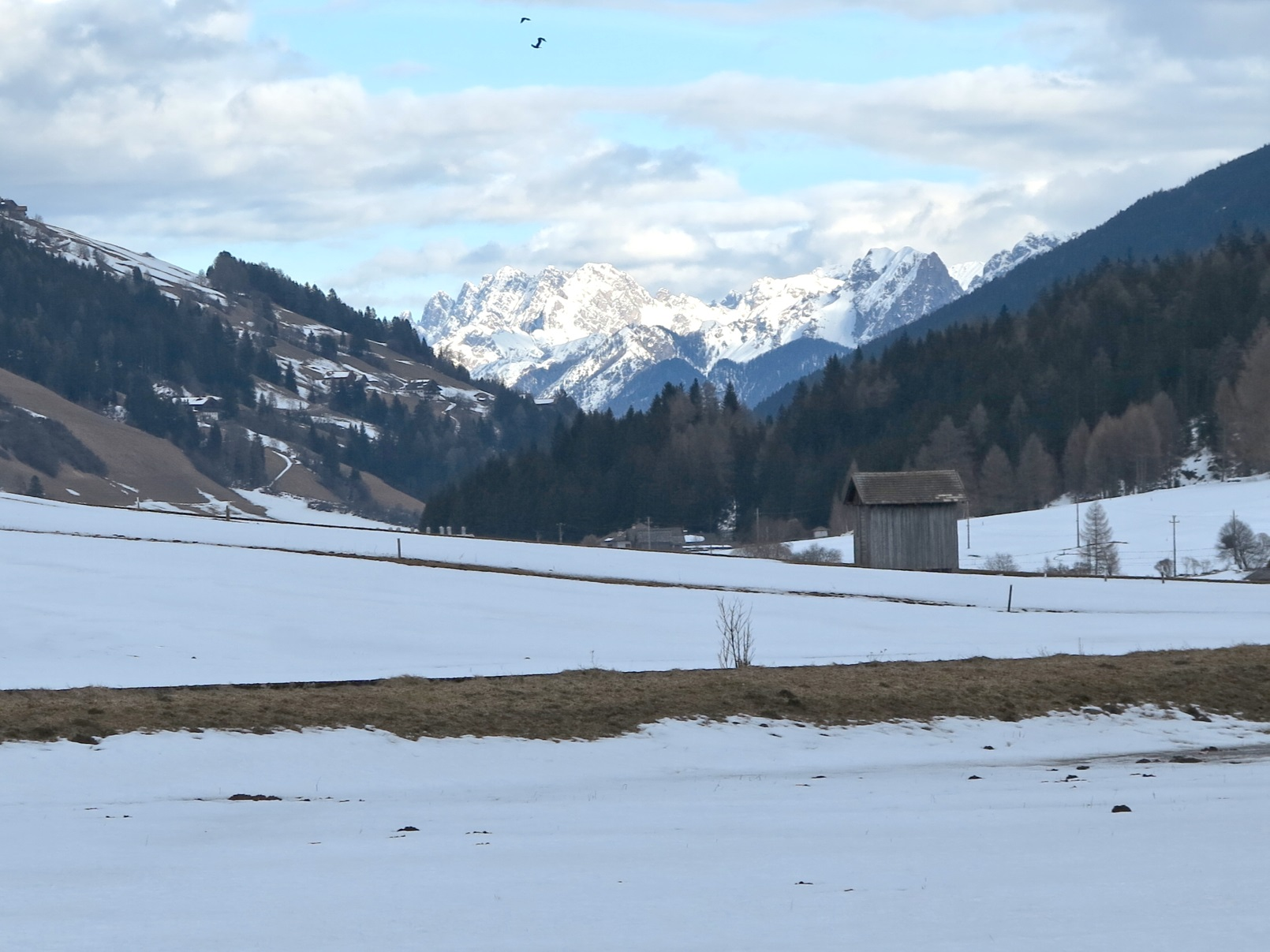
Alta Pusteria
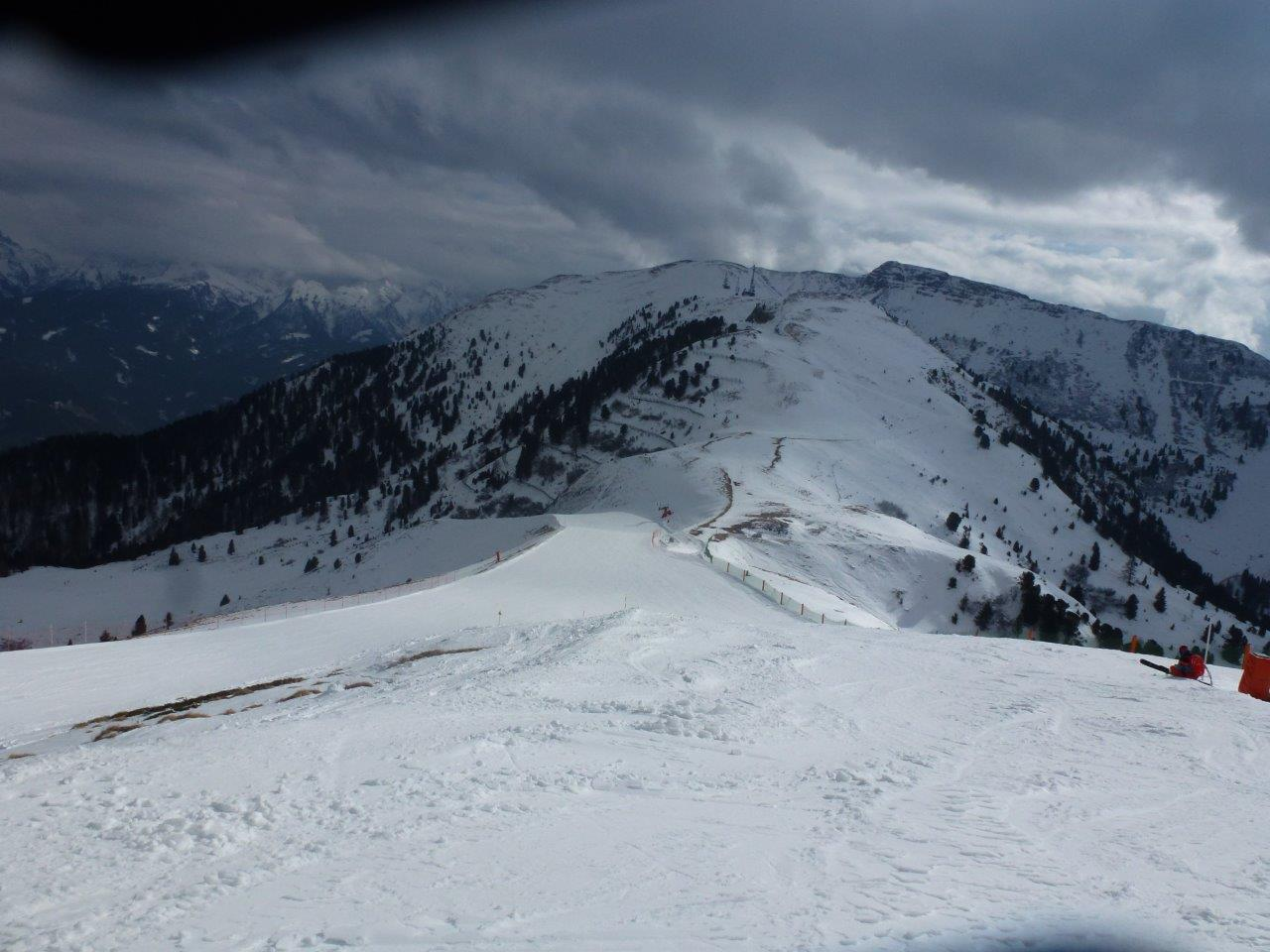
Val di Fiemme (Predazzo)
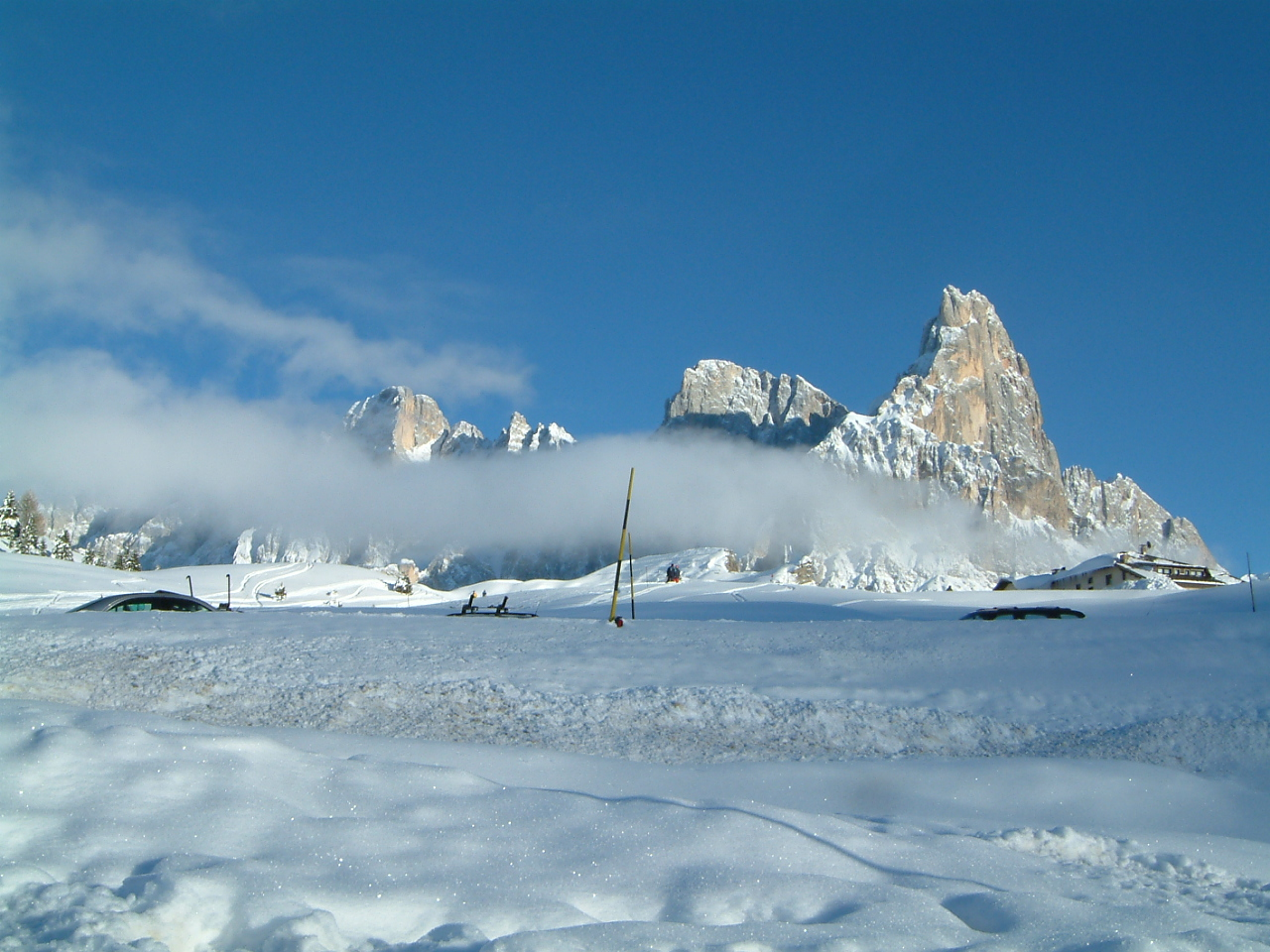
Passo Rolle
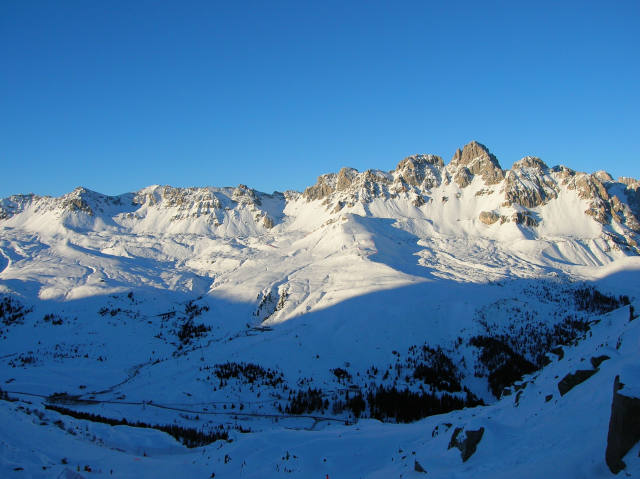
Trevalli (Passo di San Pellegrino)
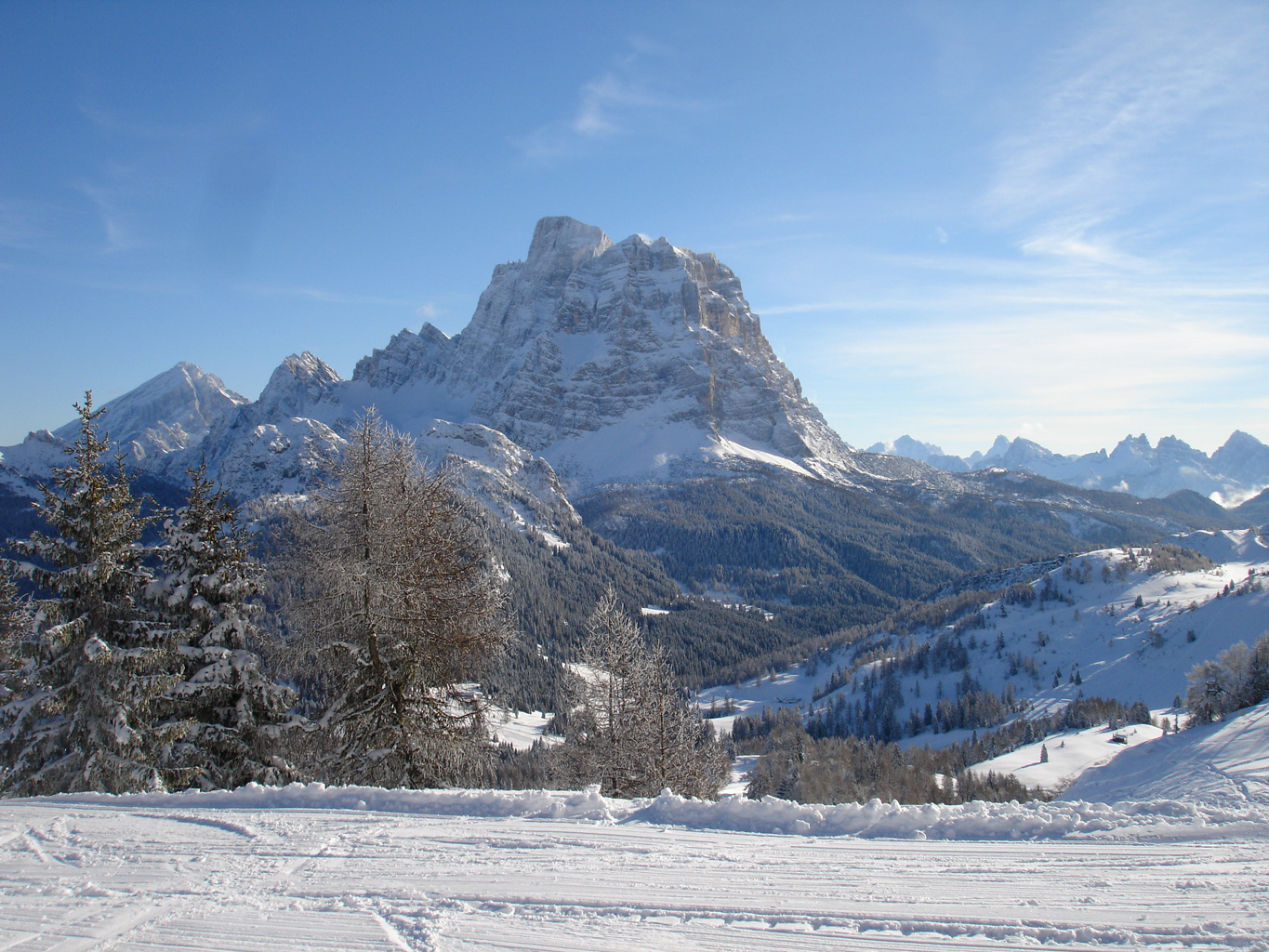
Pelmo